# Kärnfrukt

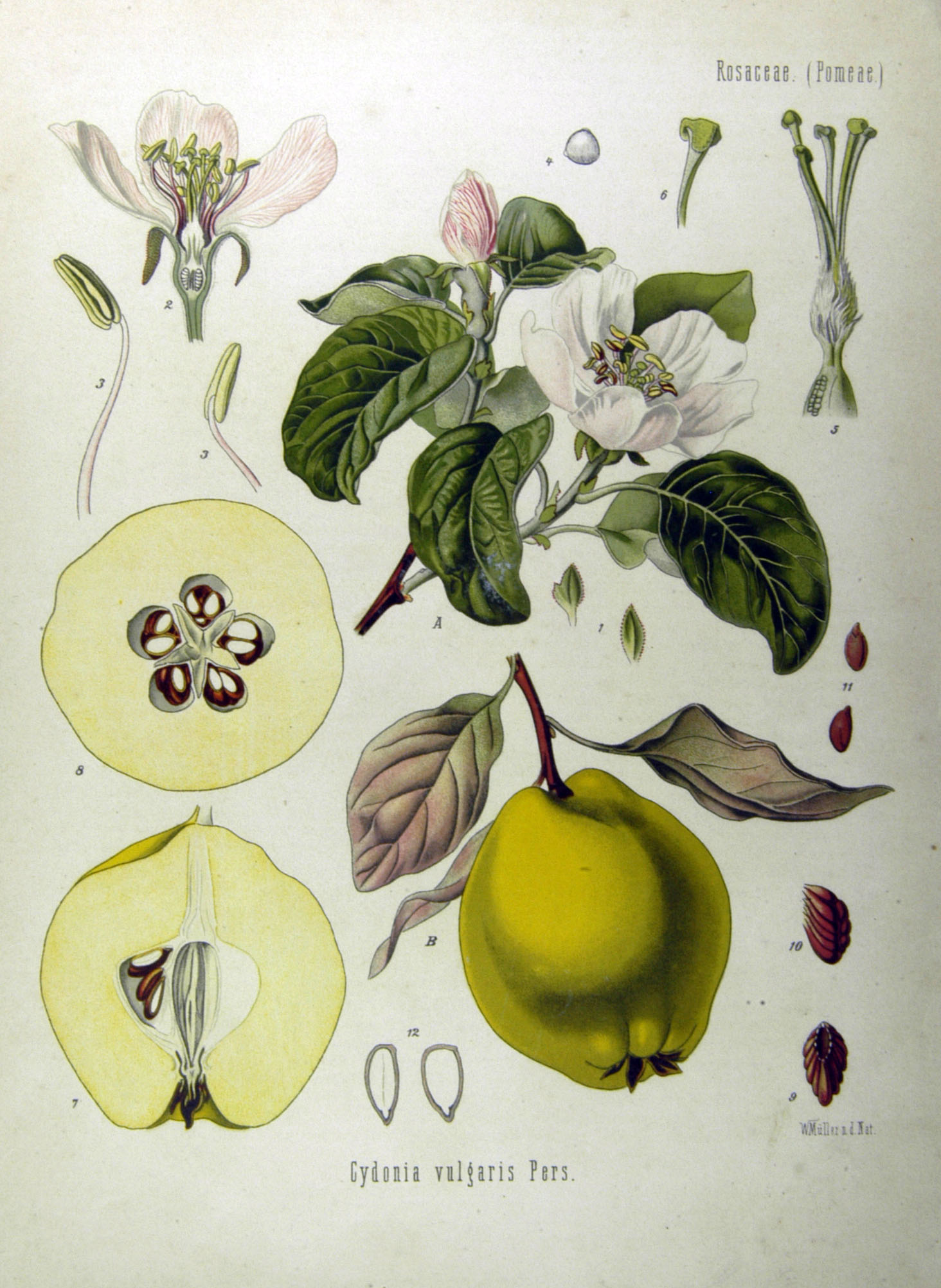
Kvitten är ett exempel på en kärnfrukt.

Kärnfrukt, äpplefrukt, är typ av skenfrukt som förekommer hos vissa rosväxter.

## Beskrivning
I en kärnfrukt består fruktköttet av den uppsvällda och saftiga blombotten. Denna sluter runt "kärnhuset", vilket är skapat av fruktblad, och innehåller fröna ("kärnorna"). Det är kärnhuset som utgör den egentliga frukten, och den kan uppfattas som en kraftigt omvandlad stenfrukt.
Exempel på äppelfrukter är: äpple, päron, rönnbär, kvitten.
Begreppet äppelfrukt (eller äpplefrukt) används som botanisk term för frukttypen i underfamiljen Maloideae.